# Tao Tao
Tao Tao (タオタオ 絵本館 世界動物ばなし, Tao-Tao ehonkan sekai dōbutsu banashi, trad. « La galerie des images de Tao Tao : les histoires des animaux du monde ») est une série d'animation japonaise réalisée par Taku Sugiyama et Shūichi Nakaharaen d'après une histoire originale de Kazuo Miyamoto. L'animation est assurée par Masao Kumagawa, l'aspect des personnages revient à Shûichi Nakahara et Chiaki Murano. Shûichi Nakahara se charge des décors.
En 2008, Studio 100 fait acquisition de la société allemande EM.Entertainment qui était jusqu'alors propriétaire de la série télévisée,.

## Diffusions
La série en 52 épisodes produite par Shunmao, Apollo Film et TV Osaka a été diffusée initialement au Japon en 1983 et en 1984.
La série a été diffusée au Québec à partir du 21 septembre 1985 à la Télévision de Radio-Canada, et en France en 1987 sur FR3.
Le 28 janvier 1984, la série apparut sur les écrans allemands de la ZDF. Le 4 octobre 1989, ce fut au tour des Pays-Bas de découvrir Tao Tao sur la chaîne KRO. Le 19 août 1984, la série apparut sur les écrans des téléspectateurs finnois de la YLE TV1. La TVP 1 polonaise diffusa également cette série.
Elle fut plusieurs fois rediffusées, entre autres à partir du 31 août 1988 dans l'émission Amuse 3 sur FR3 et en 1993 sur Canal J.

## Synopsis
Le petit Panda nommé Tao Tao vit en Chine, dans les forêts d'une belle région reculée du monde et inconnue des hommes. Tao Tao joue avec ses amis le petit singe Kiki et le lièvre Pouhou.
Sa mère est une conteuse extraordinaire, chaque fois que l'ourson ou ses amis font une bêtise ou se disputent, elle leur raconte une fable qui se termine toujours par une morale.

## Épisodes
1. Le corbeau qui se prenait pour un pic
2. Petit Lapin et Gros Lion
3. Le serpent et le mille-pattes
4. Les trois grenouilles hautaines
5. Le roi des crocodiles
6. La grande panique
7. La chamelle blanche
8. La première chauve-souris
9. Le vautour vaniteux
10. Les amis étranges
11. Le roi des éléphants et la petite souris
12. Le coq de clocher
13. Le papillon mécontent
14. La parade des oiseaux
15. L'aventure de deux petits poissons
16. Le grand mariage
17. Les trois petits cochons
18. Le gentil zèbre
19. L'oiseau arc-en-ciel
20. Le petit chien et le gros os
21. La tortue bavarde
22. Le vilain petit canard
23. Le vent du nord et la chouette
24. Le chat botté
25. Le cadeau du roi des mers
26. Le dragon et les trois vers luisants
27. La petite grenouille rusée
28. Le rat des villes et le rat des champs
29. La course au soleil
30. Les meilleurs amis du monde
31. La grande promenade
32. Les hérons et le renard
33. Véga, la princesse des étoiles
34. Le lièvre vaniteux
35. Les douze mois
36. La courageuse petite tortue
37. Les trois singes bleus
38. Les trois lièvres et l'oiseau doré
39. Les écureuils et la princesse
40. Les souhaits impossibles
41. La fourmi et la sauterelle
42. Le chien qui n'était jamais content
43. Les trois petits ours et l'oiseau doré
44. Le petit ours de la pluie
45. Pok et Mok
46. La bonne idée du raton-laveur
47. La peur du feu
48. Les musiciens de Brême
49. Les singes et les éléphants
50. Malik et Maxilette
51. Le calife ensorcelé
52. L'éléphant blanc

## Doublage
|                 | Doublage japonais | Doublage allemand | Doublage français   |
| --------------- | ----------------- | ----------------- | ------------------- |
| Tao Tao         | Tarako            | Manou Lubowski    | Guylaine Gibert     |
| Maman panda     | Taeko Nakanishi   | Doris Jensen      | Josiane Gibert      |
| Kiki le singe   | Minori Matsushima | Marc Stephan      | Marcelle Lajeunesse |
| La mère de Kiki |                   | Marion Hartmann   | Françoise Oriane    |
| Castor          | Tōru Furuya       | Oliver Grimm      |                     |

### Doublage québécois
- Serge Olivier : Tao Tao
- Nicole Fontaine : Maman panda
- Marc Bellier
- Jean Besré
- Jean-Jacques Blanchet
- Rina Cyr
- Vincent Davy
- Mario Desmarais
- Nicole Filion
- Hubert Gagnon
- Léo Ilial
- Hélène Lasnier
- Yves Massicotte
- Jean-Luc Montminy
- Diane St-Jacques
- Alain Zouvi

Source et légende : version québécoise (VQ) sur Forum du Doublage Québécois

## Générique
Le thème d'ouverture français est interprété par Nathalie Simard.

## Anecdote
En 2005, Tao Tao est édité en DVD par l'entreprise française IDP sous le titre Pandi Panda pour des raisons principalement commerciales. Le nom Tao Tao est néanmoins également présent sur la jaquette. Les nostalgiques du dessin animé ne la reconnaissant pas, cette édition connut peu de succès.